# プロモ惑星運気予報
『プロモ惑星運気予報』（プロモわくせいうんきよほう）は、テレビ東京で2006年10月2日から2008年10月31日まで放送されていたミニ番組。後継番組は『名言寄席』。

## 概要
番組の前半はテレビ東京の番組告知。後半はゲッターズ飯田の監修による星座占いで、CGキャラクターが翌日の「お小遣い運」、「家族運」、「ラブラブ運」を紹介する。各星座の運気が天気予報のマークで示されるのが特徴。

## 放送時間

### プロモ惑星運気予報
- 毎週平日  6:40 - 6:45、12:26 - 12:30（再放送）（2008年9月29日 - ）
- 毎週平日 13:25 - 13:30、15:30 - 15:35（再放送）（ - 2008年9月24日）

2007年8月16日には「夏休みスペシャル」と題して10分間の拡大版を放送した。
2008年9月29日、放送時間が変更されるとともに、テレビ東京系列各局でネットを開始した。

### プロモ惑星運気予報night
- 毎週火曜日 22:54 - 23:00（2008年10月 - ）
- 毎週木曜日 20:54 - 21:00（2008年7月3日 - 2008年7月31日）

## 出演キャラクター

### プロモ惑星MC
- スターナちゃん（声：松丸友紀〈テレビ東京アナウンサー〉）

### お運気キャスター
日替わりで登場。
- ギンガナちゃん（声：大塚千愛）
- サタンナちゃん（声：大塚千愛）
- ホシミコちゃん（声：松丸友紀）
- ハレッポ君（声：大竹佐知〈テレビ東京アナウンサー〉）

### 番宣ナレーター
- 中村大樹（81プロデュース）

## BGM
- Sweet Child O'Mine 〜2nd edition〜（Sweet Vacation）

### 過去の使用曲
- ときめき☆アーモンドパフェ（イローナ）
- スウィート・エスケイプ（グウェン・ステファニー）
- シャナナ☆（MINMI）
- KNOCKDOWN（ALESHA）

| テレビ東京（TXN）系 平日朝6:40 - 45枠 | テレビ東京（TXN）系 平日朝6:40 - 45枠 | テレビ東京（TXN）系 平日朝6:40 - 45枠 |
| 前番組                                | 番組名                                | 次番組                                |
| ------------------------------------- | ------------------------------------- | ------------------------------------- |
| チーズスイートホーム                  | プロモ惑星運気予報                    | 名言寄席                              |